# Aleuromancie
L'Aleuromancie (du grec aleueron, farine et mantéia, divination) est une sorte de divination qui se pratiquait au moyen de la farine de froment ou d'autres grains. Les historiens n'ont pu identifier comment les Anciens disposaient cette farine pour en tirer des présages. 
Apollon était surnommé Aleuromantis, c'est-à-dire celui qui pratique la divination au moyen de la farine de froment, car il rendait ainsi ses oracles. 